# Sagittoidea
Sagittoidea es una clase de quetognatos, también conocidos como "gusanos flecha" que incluye a todos los miembros existentes del filo. La clase comprende más de 200 especies y dos órdenes.
Todos ellos son organismos bentónicos y forman parte del plancton en todo los océanos. Los gusanos en flecha son depredadores y se alimentan de microorganismos del plancton como las diatomeas, entre otros. Las especies miden entre 2 y 120 milímetros de largo. Para capturar a sus presas y manipularlas usan tetrodotoxinas, sin embargo algunos usan neurotoxinas.

## Taxonomía
Incluye los siguientes órdenes, familias y géneros:
- Clase Sagittoidea
  - Orden Aphragmophora
    - Familia Bathybelidae
      - Género Bathybelos

    - Familia Krohnittidae
      - Género Krohnitta

    - Familia Pterokrohniidae
      - Género Pterokrohnia

    - Familia Pterosagittidae
      - Género Pterosagitta

    - Familia Sagittidae
      - Género Aidanosagitta
      - Género Caecosagitta
      - Género Decipisagitta
      - Género Ferosagitta
      - Género Flaccisagitta
      - Género Mesosagitta
      - Género Parasagitta
      - Género Pseudosagitta
      - Género Sagitta
      - Género Serratosagitta
      - Género Solidosagitta
      - Género Zonosagitta

  - Orden Phragmophora
    - Familia Eukrohniidae
      - Género Eukrohnia

    - Familia Heterokrohniidae
      - Género Archeterokrohnia
      - Género Heterokrohnia
      - Género Xenokrohnia

    - Familia Krohnittellidae
      - Género Krohnittella

    - Familie Spadellidae
      - Género Bathyspadella
      - Género Calispadella
      - Género Hemispadella
      - Género Paraspadella
      - Género Spadella